# Frugy
El mont Frugy és un turó que s'eleva per sobre la ciutat de Quimper, a Finisterre, França.